# الدوري الياباني
الدوري الياباني الأول (باليابانية: Jリーグ ディビジョン1) (أو دوري ميجي ياسودا الأول لأسباب الرعاية) هي الدرجة الأولى لدوري المحترفين الياباني لكرة القدم في اليابان. يعدّ الدوري الياباني من أقوى الدوريات المحلية في آسيا. يشارك في الدوري الياباني 18 فريق من جميع أنحاء اليابان. ويتأهل لدوري أبطال آسيا أربعة فرق بعد أن حقق الاتحاد الياباني جميع معايير المشاركة.
يُعد كاشيما أنتلرز هو الأكثر فوزاً بلقب الدوري برصيد 8 بطولات يليه يوكوهاما إف مارينوس برصيد 5 بطولات.
بطل موسم 2022 هو يوكوهاما إف مارينوس وذلك للمرة الخامسة في تاريخه.

## سجل الأبطال
- 1993: فيردي كاواساكي
- 1994: فيردي كاواساكي
- 1995: يوكوهاما إف مارينوس
- 1996: كاشيما أنتلرز
- 1997: جوبيلو إيواتا
- 1998: كاشيما أنتلرز
- 1999: جوبيلو إيواتا
- 2000: كاشيما أنتلرز
- 2001: كاشيما أنتلرز
- 2002: جوبيلو إيواتا
- 2003: يوكوهاما إف مارينوس
- 2004: يوكوهاما إف مارينوس
- 2005: غامبا أوساكا
- 2006: أوراوا ريد دايموندز
- 2007: كاشيما أنتلرز
- 2008: كاشيما أنتلرز
- 2009: كاشيما أنتلرز
- 2010: ناغويا غرامبوس
- 2011: كاشيوا ريسول
- 2012: سانفريس هيروشيما
- 2013: سانفريس هيروشيما
- 2014: غامبا أوساكا
- 2015: سانفريس هيروشيما
- 2016: كاشيما أنتلرز
- 2017: كاواساكي فرونتالي
- 2018: كاواساكي فرونتالي
- 2019: يوكوهاما إف مارينوس
- 2020: كاواساكي فرونتالي
- 2021: كاواساكي فرونتالي
- 2022: يوكوهاما إف مارينوس
- 2023: فيسيل كوبه
- 2024: فيسيل كوبه

## وصلات خارجية
- (خطأ في قالب:ياب) الموقع الرسمي
- (بالإنجليزية) الموقع الرسمي